# Draga Bašćanska
Draga Bašćanska – wieś w Chorwacji, w żupanii primorsko-gorskiej, w gminie Baška. W 2011 roku liczyła 253 mieszkańców.
Dawne nazwy miejscowości to Baška Draga i Baščanska Draga. Jest położona w południowo-wschodniej części wyspy Krk, 4 km od Baški. Miejscowa gospodarka oparta jest na rolnictwie i winiarstwie.